# ويليام ماثر
ويليام ماثر (بالإنجليزية: William Mather )‏ (و. 1838 – 1920 م) هو، من المملكة المتحدة، كان عضوًا في الحزب الليبرالي، توفي عن عمر يناهز 82 عاماً.

## مناصب
تولى منصب عضو البرلمان في المملكة المتحدة ‏.

## مناصب وهيئات
أدار جامعة مانشستر.